# 西村憲
西村 憲（にしむら けん、1986年〈昭和61年〉12月4日 - ）は、福岡県古賀市出身の元プロ野球選手（投手、右投右打）・コーチ。2024年から和歌山ウェイブスの監督を務める。
実兄・西村悟も元プロ野球選手（愛媛マンダリンパイレーツなど）である。

## 経歴

### プロ入り前
小学校3年生のとき、兄の悟の影響で野球を始めた。
福岡工大城東高校3年時には、定岡卓摩や柴田講平と共に、第76回選抜高等学校野球大会へ出場。しかし、西村自身には登板の機会がなかった。
九州産業大学への進学後は、福岡六大学リーグで通算17勝をマーク。2008年の秋季リーグ戦では、最優秀選手賞に選ばれた。
2008年のプロ野球ドラフト会議で、阪神から4巡目で指名。契約金6,000万円、年俸840万円（金額は推定）という条件で入団した。なお、高校時代のチームメイトだった柴田も、阪神からの2巡目指名を受けて入団している。

### 阪神時代
2009年、2度一軍に昇格。一軍で6試合登板し、0勝0敗、防御率5.63であった。二軍のウエスタン・リーグではチーム最多登板となる36試合に登板し、4勝3敗、防御率2.20であった。また、フレッシュオールスターゲームに出場し、同期入団の蕭一傑らと共に優秀選手賞を受賞した。
2010年、春の一軍キャンプに参加。先発、中継ぎのこだわりなく一軍定着を目標に掲げた。3月27日の対横浜ベイスターズ戦（京セラドーム大阪）でプロ入り初勝利をあげ、その初勝利のきっかけとなったサヨナラ本塁打を打った城島健司とともにヒーローインタビューを受けた。その後一軍に定着し、5月12日から2日続けて自己最速の球速149 km/hを記録。9月9日の対中日ドラゴンズ戦（阪神甲子園球場）では野手を全て使いきった状態でクレイグ・ブラゼルが審判への侮辱行為で退場となったことで、この時の控え投手陣の中で一番守備が良いとされた西村が急遽外野守備に就いた。相手が右打者の時には左翼手、左打者の時は右翼手を、平野恵一と交代しながら2イニングを守ったが、守備機会はなかった。12回裏最後の攻撃の最終打席にも立つも、四球で出塁した一塁走者の新井貴浩が盗塁失敗し試合終了となったことで打席記録は付かなかった。シーズン中盤以降は疲労から次第に打ちこまれることが多くなり、終盤には二軍落ち。疲労回復を優先し、クライマックスシリーズには呼ばれないままシーズンを終え、秋季キャンプにも参加しなかった。投球練習を再開できたのは12月以降だったが、渡辺亮や久保田智之と共に中継ぎの要として活躍した1年だった。オフの契約更改では外野手としての出場も評価され大幅昇給を勝ち取った。
2011年、6月6日に一軍昇格したが打ち込まれ、2試合の登板のみで6月22日に登録抹消された。7月30日に再昇格し、その後は安定した投球で後半の中継ぎ陣を支えた。9月23日の対読売ジャイアンツ戦では、9回裏の一死走者一・二塁の場面で二塁走者の桧山進次郎に代わって代走で出場した。
2012年、一度も一軍昇格できずに終わり、10月9日に右肘関節形成術の手術を行った。
2013年、二軍では24試合に登板し防御率2.25を記録したものの一軍ではわずか3試合の登板に留まった。
2014年、シーズンは一軍での登板はなく、二軍でも防御率4.88に終わった。同年10月1日に球団から戦力外通告を受けた。球団ゼネラルマネージャーの中村勝広は「いい時のストレートが戻ってこないのが一つの理由」と説明した。12球団合同トライアウトに参加したが獲得意思を示すNPB球団はなく、12月2日に自由契約公示された。

### 独立リーグでの選手時代

#### BCリーグ・石川時代
2015年、ベースボール・チャレンジ・リーグ（BCリーグ）の石川ミリオンスターズが、3月2日に西村の獲得を発表。リーグ戦では、クローザーとして26試合に登板するとともに、2勝11セーブ、防御率0.00の成績を残した。シーズン終了後の11月10日には、NPB球団への復帰を視野に、12球団合同トライアウトへ再び参加。シートバッティング形式による打者3人との対戦を三者凡退で凌いだことから、NPBでのプレーを経て合同トライアウトへの参加を経験していた石川の佐野慈紀取締役は、終了の直後に「（リーグ戦で）防御率0.00の投手を（NPBの球団に）獲ってもらえなかったら、BCリーグの存在価値に関わる」というコメントを寄せた。それでも西村はNPBへの復帰までに至らず、結局はチームに残留した。
2016年、リーグ戦23試合の登板で、2勝1敗、防御率2.70をマーク。リーグ西地区におけるチームの前・後期連覇に貢献した。シーズン終了後の11月12日には、3年連続で12球団合同トライアウトに参加。阪神からの退団後初めて甲子園球場のマウンドへ立つとともに、3人の打者を相手に、1奪三振1与四球1凡打という結果を残した。しかし、NPB球団からの獲得オファーを受けるまでには至らず、翌2017年からのBCリーグ参入を計画していた滋賀ユナイテッドベースボールクラブへ移籍した。

#### BCリーグ・滋賀時代
2017年前期の開幕第2戦に先発すると、富山GRNサンダーバーズ打線を相手に移籍後初勝利をマーク。この試合での勝利は、チームにとってのリーグ戦初勝利でもあった。前期の途中から中継ぎを兼務すると、後期は救援に専念。中継ぎやクローザーとして、後期だけで7セーブを挙げた。リーグ戦では、前・後期を通じて31試合に登板。投球イニングは72回で、3勝8敗7セーブ、防御率4.25という成績を残したが、シーズン終了後に自由契約扱いで退団した。結局、プロ野球選手としてはこの年でプレーを終えている。

### 社会人野球への転身後
2018年に、沖縄県名護市のエナジックへ入社。入社後は、社会人野球に参加している社内の硬式野球部で、2022年まで現役生活を続けながらコーチを務めていた。背番号は18。
その一方で、古巣の阪神が沖縄県内の宜野座村で春季キャンプを実施していた2021年2月には、テレビ大阪からの依頼でキャンプ取材（かつてのチームメイトである梅野隆太郎・藤浪晋太郎への独占インタビューなど）を一任された。前年（2020年）初頭からの新型コロナウイルス感染拡大の影響でNPB球団のキャンプ取材が例年より大幅に制約されていたことを背景に、野球解説者や野球評論家でないにもかかわらず「県内在住の阪神OB」として白羽の矢が立ったもので、取材の模様は3月13日（土曜日）に『ミルクボーイと10-FEET TAKUMAの猛虎大作戦2021』（大阪ローカル向けの特別番組）の中で放送された。

### 独立リーグでの指導者時代
2023年に、日本海リーグの富山GRNサンダーバーズで投手コーチを務め、同年シーズン終了後の11月2日に退任した。
同月13日に、関西独立リーグ（さわかみ関西独立リーグ）・和歌山ウェイブスの2024年からの監督に就任することが発表された。2025年5月21日、同日の対堺シュライクス戦で球審の判定に抗議をおこなったことを理由に、リーグから2試合の出場停止処分を受けた。

## 選手としての特徴
ストレートと縦のスライダーを軸に、フォーク・カーブ・シュートを投げる。
阪神時代には、最速149km/hのストレートとマウンド度胸の強さを武器に、投球イニング数とほぼ同数の三振を奪っていた。右肘を痛めてからは、ストレートの最高球速が130km/h台の中盤にまで低下したため、球速に頼らなくても抑えられるような投球を心掛けていた。

## 詳細情報

### 年度別投手成績
| 年 度     | 球 団     | 登 板 | 先 発 | 完 投 | 完 封 | 無 四 球 | 勝 利 | 敗 戦 | セ 丨 ブ | ホ 丨 ル ド | 勝 率 | 打 者 | 投 球 回 | 被 安 打 | 被 本 塁 打 | 与 四 球 | 敬 遠 | 与 死 球 | 奪 三 振 | 暴 投 | ボ 丨 ク | 失 点 | 自 責 点 | 防 御 率 | W H I P |
| --------- | --------- | ----- | ----- | ----- | ----- | -------- | ----- | ----- | -------- | ----------- | ----- | ----- | -------- | -------- | ----------- | -------- | ----- | -------- | -------- | ----- | -------- | ----- | -------- | -------- | ------- |
| 2009      | 阪神      | 6     | 0     | 0     | 0     | 0        | 0     | 0     | 0        | 0           | ----  | 36    | 8.0      | 7        | 1           | 3        | 0     | 1        | 8        | 0     | 0        | 6     | 5        | 5.63     | 1.25    |
| 2010      | 阪神      | 65    | 0     | 0     | 0     | 0        | 7     | 3     | 0        | 14          | .700  | 296   | 71.2     | 72       | 11          | 13       | 2     | 3        | 71       | 1     | 0        | 33    | 31       | 3.89     | 1.19    |
| 2011      | 阪神      | 21    | 0     | 0     | 0     | 0        | 1     | 0     | 0        | 1           | 1.000 | 96    | 26.1     | 17       | 0           | 4        | 0     | 1        | 21       | 1     | 0        | 6     | 5        | 1.71     | 0.80    |
| 2013      | 阪神      | 3     | 0     | 0     | 0     | 0        | 0     | 1     | 0        | 0           | .000  | 7     | 1.0      | 2        | 0           | 2        | 0     | 0        | 0        | 0     | 0        | 3     | 3        | 27.00    | 4.00    |
| 通算：4年 | 通算：4年 | 95    | 0     | 0     | 0     | 0        | 8     | 4     | 0        | 15          | .667  | 435   | 107.0    | 98       | 12          | 22       | 2     | 5        | 100      | 2     | 0        | 48    | 44       | 3.70     | 1.12    |

### 年度別打撃成績
| 年 度     | 球 団     | 試 合 | 打 席 | 打 数 | 得 点 | 安 打 | 二 塁 打 | 三 塁 打 | 本 塁 打 | 塁 打 | 打 点 | 盗 塁 | 盗 塁 死 | 犠 打 | 犠 飛 | 四 球 | 敬 遠 | 死 球 | 三 振 | 併 殺 打 | 打 率 | 出 塁 率 | 長 打 率 | O P S |
| --------- | --------- | ----- | ----- | ----- | ----- | ----- | -------- | -------- | -------- | ----- | ----- | ----- | -------- | ----- | ----- | ----- | ----- | ----- | ----- | -------- | ----- | -------- | -------- | ----- |
| 2010      | 阪神      | 1     | 0     | 0     | 0     | 0     | 0        | 0        | 0        | 0     | 0     | 0     | 0        | 0     | 0     | 0     | 0     | 0     | 0     | 0        | .---  | .---     | .---     | .---  |
| 2011      | 阪神      | 1     | 0     | 0     | 0     | 0     | 0        | 0        | 0        | 0     | 0     | 0     | 0        | 0     | 0     | 0     | 0     | 0     | 0     | 0        | .---  | .---     | .---     | .---  |
| 通算：2年 | 通算：2年 | 2     | 0     | 0     | 0     | 0     | 0        | 0        | 0        | 0     | 0     | 0     | 0        | 0     | 0     | 0     | 0     | 0     | 0     | 0        | .---  | .---     | .---     | .---  |

- 外野手および代走として出場した試合数のみ記載

### 年度別守備成績
外野守備
| 年 度 | 球 団 | 外野  | 外野  | 外野  | 外野  | 外野  | 外野     |
| 年 度 | 球 団 | 試 合 | 刺 殺 | 補 殺 | 失 策 | 併 殺 | 守 備 率 |
| ----- | ----- | ----- | ----- | ----- | ----- | ----- | -------- |
| 2010  | 阪神  | 1     | 0     | 0     | 0     | 0     | .---     |
| 通算  | 通算  | 1     | 0     | 0     | 0     | 0     | .---     |

### 記録
NPB投手記録
- 初登板：2009年6月8日、対福岡ソフトバンクホークス4回戦（阪神甲子園球場）、9回表に5番手で救援登板・完了、1回無失点
- 初奪三振：同上、9回表にデニス・ホールトンから空振り三振
- 初勝利：2010年3月27日、対横浜ベイスターズ2回戦（京セラドーム大阪）、11回表に7番手で救援登板、1回無失点
- 初ホールド：2010年4月11日、対東京ヤクルトスワローズ3回戦（阪神甲子園球場）、6回表に2番手で救援登板、2回無失点

### 独立リーグでの投手成績
| 年 度     | 球 団     | 登 板 | 勝 利 | 敗 戦 | セ 丨 ブ | 完 投 | 勝 率 | 投 球 回 | 打 者 | 被 安 打 | 被 本 塁 打 | 奪 三 振 | 与 四 球 | 与 死 球 | 失 点 | 自 責 点 | 暴 投 | ボ 丨 ク | 失 策 | 防 御 率 |
| --------- | --------- | ----- | ----- | ----- | -------- | ----- | ----- | -------- | ----- | -------- | ----------- | -------- | -------- | -------- | ----- | -------- | ----- | -------- | ----- | -------- |
| 2015      | 石川      | 26    | 2     | 0     | 11       | 0     | 1.000 | 26.1     | 101   | 13       | 0           | 23       | 8        | 0        | 2     | 0        | 1     | 0        | 1     | 0.00     |
| 2016      | 石川      | 23    | 2     | 1     | 0        | 0     | .667  | 23.1     | 98    | 19       | 1           | 27       | 9        | 2        | 9     | 7        | 1     | 0        | 1     | 2.70     |
| 2017      | 滋賀      | 31    | 3     | 8     | 7        | 0     | .272  | 72.0     | 315   | 81       | 7           | 55       | 15       | 0        | 44    | 34       | 5     | 0        | 0     | 4.25     |
| 通算：3年 | 通算：3年 | 80    | 7     | 9     | 18       | 0     | .333  | 121.2    | 514   | 113      | 8           | 105      | 32       | 2        | 55    | 41       | 7     | 0        | 2     | 3.04     |

### 背番号
- 43 （2009年 - 2017年）
- 73 （2023年）
- 86 （2024年）

### 登場曲
- ARE YU READY“夕陽丘mix”- MINMI feat. RYO the SKYWALKER（2009年）
- ポーカー・フェイス - レディー・ガガ（2010年 - 2017年）